# Free the Madness
Free the Madness è un singolo del DJ statunitense Steve Aoki, pubblicato il 24 giugno 2014 come terzo estratto dal secondo album in studio Neon Future I.

## Descrizione
Uscito in contemporanea a Delirious (Boneless), Free the Madness è la settima traccia dell'album e ha visto la partecipazione del rapper statunitense Machine Gun Kelly.

## Video musicale
Il videoclip, diretto da Dan Packer su una storia scritta da Aoki e prodotto da Maxwell Riesberg e Josh Shadid, è stato pubblicato il 9 maggio 2014 attraverso il canale YouTube di Aoki.

## Tracce
Download digitale
1. Free the Madness (feat. Machine Gun Kelly) – 4:19

Download digitale – Remixes
1. Free the Madness (feat. Machine Gun Kelly) (Club Edition) – 4:22
2. Free the Madness (feat. Machine Gun Kelly) (Steve Aoki & Max Styler Remix) – 3:13
3. Free the Madness (feat. Machine Gun Kelly) (TAI Remix) – 4:30